# Katherine Cassavetes
Katherine Cassavetes (apellido de nacimiento Demetre; 24 de junio de 1906-29 de marzo de 1983) fue una actriz griego-estadounidense. Ella era la madre del actor y director John Cassavetes y la suegra de la actriz Gena Rowlands. Sus nietos son los actores y directores Nick Cassavetes, Zoe Cassavetes y Alexandra Cassavetes. Apareció en cuatro películas, tres de las cuales fueron escritas y dirigidas por su hijo, incluidas Minnie y Moskowitz (1971).

## Filmografía parcial
- Minnie and Moskowitz (1971) - Sheba Moskowitz
- The Teacher (1974) - Mujer chismosa 1
- A Woman Under the Influence (1974) - Margaret Longhetti
- Opening Night (1977) - Vivian